# Pyrostria madagascariensis
Pyrostria madagascariensis är en måreväxtart som beskrevs av Paul Lecomte. Pyrostria madagascariensis ingår i släktet Pyrostria och familjen måreväxter.
Artens utbredningsområde är Madagaskar. Inga underarter finns listade i Catalogue of Life.